# Фігурне катання на зимових Олімпійських іграх 1936
Змагання з фігурного катання на Зимових Олімпійських іграх 1936 проходили в трьох дисциплінах: чоловіче та жіноче одиночне катання та в парах. Змагання проходили з неділі 9-го по суботу 15 лютого 1936 року в Гарміш-Партенкірхен на штучній льодовій ковзанці Олімпійського ковзанярського центра.
Наймолодшим фігуристом на Олімпіаді-1936 була японка Енада Іцуко (12 років та 4 дня), а найстаршим — американець Вернер Аулс (46 років та 186 днів).

## Календар
| • | Церемонія відкриття | • | Основна програма | • | Фінальні змагання | • | Церемонія закриття |

| лютий                     | 6 Чт | 7 Пт | 8 Сб | 9 Нд | 10 Пн | 11 Вт | 12 Ср | 13 Чт | 14 Пт | 15 Сб | 16 Нд |
| ------------------------- | ---- | ---- | ---- | ---- | ----- | ----- | ----- | ----- | ----- | ----- | ----- |
| чоловіче одиночне катання |      |      |      | •    | •     |       |       |       | •     |       |       |
| жіноче одиночне катання   |      |      |      |      |       | •     | •     |       |       | •     |       |
| парне катання             |      |      |      |      |       |       |       | •     |       |       |       |
| церемонії                 | •    |      |      |      |       |       |       |       |       |       | •     |

## Країни-учасниці
У змаганні брало участь 84 фігуристів (41 чоловік та 43 жінки) з 17 країн (16/16).
- Австрія (12: чоловіків — 6; жінок — 6)
- Бельгія (4: чоловіків — 1; жінок — 3)
- Канада (6: чоловіків — 3; жінок — 3)
- Чехословаччина (3: чоловіків — 1; жінок — 2)
- Естонія (2: чоловіків — 1; жінок — 1)
- Фінляндія (1: чоловіків — 1; жінок — 0)
- Німеччина (7: чоловіків — 3; жінок — 4)
- Велика Британія (12: чоловіків — 6; жінок — 6)
- Угорщина (7: чоловіків — 4; жінок — 3)
- Італія (2: чоловіків — 1; жінок — 1)
- Японія (5: чоловіків — 4; жінок — 1)
- Латвія (4: чоловіків — 2; жінок — 2)
- Норвегія (4: чоловіків — 1; жінок — 3)
- Румунія (3: чоловіків — 2; жінок — 1)
- Швеція (1: чоловіків — 0; жінок — 1)
- Швейцарія (2: чоловіків — 1; жінок — 1)
- США (9: чоловіків — 4; жінок — 5)

## Медальний залік

### Таблиця
| Місце  | Країна          | Золото | Срібло | Бронза | Загалом |
| ------ | --------------- | ------ | ------ | ------ | ------- |
| 1      | Австрія         | 1      | 1      | 1      | 3       |
| 2      | Німеччина       | 1      | 1      | 0      | 2       |
| 3      | Норвегія        | 1      | 0      | 0      | 1       |
| 4      | Велика Британія | 0      | 1      | 0      | 1       |
| 5      | Швеція          | 0      | 0      | 1      | 1       |
| 5      | Угорщина        | 0      | 0      | 1      | 1       |
| Усього | Усього          | 3      | 3      | 3      | 9       |

### Медалісти
| Дисципліна                | Золото                                | Срібло                               | Бронза                                  |
| ------------------------- | ------------------------------------- | ------------------------------------ | --------------------------------------- |
| чоловіче одиночне катання | Карл Шефер · Австрія                  | Ернст Баєр · Німеччина               | Фелікс Каспар · Австрія                 |
| жіноче одиночне катання   | Соня Гені · Норвегія                  | Сесилія Колледж · Велика Британія    | Віві-Анн Гюлтен · Швеція                |
| парне катання             | Максі Гербер · Ернст Баєр · Німеччина | Ільзе Паузін · Ерік Паузін · Австрія | Емілія Роттер · Ласло Соллаш · Угорщина |